# Far Cry 5

Lá cờ của giáo phái Project at Eden's Gate trong game, dựa trên Quốc kỳ Hoa Kỳ.

Far Cry 5 là tựa game bắn súng góc nhìn thứ nhất được phát triển bởi Ubisoft Montreal và Ubisoft Toronto và Ubisoft phát hành vào năm 2018. Trò chơi này là sự kế thừa độc lập cho Far Cry 4 năm 2014 và là phần chính thứ năm trong dòng game Far Cry.
Trò chơi diễn ra tại Hope County, một khu vực hư cấu ở Montana, Mỹ. Câu chuyện chính xoay quanh Project at Eden's Gate, một giáo phái ngày tận thế đã chiếm lấy quận này dưới sự chỉ huy của nhà lãnh đạo đầy lôi cuốn và cương nghị, Joseph Seed. Người chơi điều khiển một phó cảnh sát trưởng vô danh đang bị mắc kẹt ở Hope County, và phải làm việc cùng với các phe kháng chiến để giải phóng quận này khỏi sự cai trị chuyên chế của Seeds và Eden's Gate. Lối chơi tập trung vào chiến đấu và khám phá; người chơi giao tranh với cả binh lính địch và động vật hoang dã nguy hiểm bằng cách sử dụng một loạt vũ khí. Trò chơi có nhiều yếu tố được tìm thấy trong các tựa game nhập vai, chẳng hạn như cốt truyện phân nhánh và nhiệm vụ phụ. Trò chơi cũng có công cụ tạo màn, chế độ nhiều người chơi hợp tác và chế độ nhiều người chơi cạnh tranh.
Được công bố vào đầu năm 2017, sự phát triển Far Cry 5 đã được mở rộng. Nhóm nghiên cứu đã khám phá một số khái niệm trước khi lấy bối cảnh tại một địa điểm ở nước Mỹ. Trò chơi được lấy cảm hứng rất nhiều từ một số sự kiện chính trị xã hội trong lịch sử hiện đại, như Chiến tranh Lạnh và vụ tấn công ngày 11 tháng 9. Nhóm phát triển đã tìm cách nắm bắt môi trường xã hội tuyệt vọng sau các sự kiện và tái sử dụng nó cho trò chơi. Được phát triển và phát hành duy nhất bởi Ubisoft, chế độ nhiều người chơi cạnh tranh của nó cũng được tạo ra trong nhà, với các studio trên toàn thế giới của công ty có thêm đầu vào sáng tạo cho Far Cry 5. Trò chơi được phát hành vào tháng 3 năm 2018 cho Microsoft Windows, PlayStation 4 và Xbox One
Far Cry 5 đã được chào đón với sự tiếp nhận tích cực chủ yếu khi phát hành, dù từng là chủ đề gây tranh cãi sau khi được công bố cùng với thời kỳ xung đột chính trị gia tăng. Giới phê bình ca ngợi thiết kế thế giới mở, hình ảnh và nhạc nền trong game, nhưng hướng những lời chỉ trích về câu chuyện của nó và một số nhân vật. Trò chơi là một thành công về mặt thương mại và trở thành tựa game bán chạy nhất trong sê-ri này, thu về hơn 310 triệu đô la trong tuần đầu tiên bán ra. Một số gói nội dung tải về đã được phát hành. Một spin-off và phần tiếp theo của câu chuyện, Far Cry New Dawn, được phát hành vào tháng 2 năm 2019.

## Lối chơi
Tương tự như những người tiền nhiệm của nó, Far Cry 5 thuộc thể loại bắn súng góc nhìn thứ nhất hành động phiêu lưu lấy bối cảnh thế giới mở mà người chơi có thể tự do khám phá bằng cách đi bộ hoặc qua nhiều phương tiện khí tài khác nhau. Không giống như các tựa game trước trong sê-ri nơi người chơi đảm nhận vai trò của một nhân vật được thiết lập, trò chơi mang đến cho người chơi cơ hội tùy chỉnh ngoại hình của nhân vật. Mặc dù người chơi có nhiều loại vũ khí tầm xa và chất nổ để chiến đấu chống lại kẻ thù, game đặt trọng tâm đổi mới vào chiến đấu ở cự ly gần so với các tựa game Far Cry trước đây bằng cách giới thiệu một loạt vũ khí cận chiến rộng hơn. Ngoài ra, Far Cry 5 có hệ thống đạn đạo vũ khí mới bao gồm các yếu tố như viên đạn rơi ra xa để làm cho nó trông có vẻ thực tế hơn.
Giám đốc sáng tạo Dan Hay mô tả thiết kế của thế giới mở như được mô phỏng theo các tiền đồn từ các tựa game trước trong sê-ri Far Cry. Những tiền đồn này đại diện cho một phần nhỏ của bản đồ bị quân địch chiếm đóng và người chơi có nhiệm vụ giải phóng chúng bằng cách giết hoặc vô hiệu hóa sự hiện diện của kẻ thù. Các tiền đồn được thiết kế với nhiều cách tiếp cận để người chơi thực hiện và đó là yếu tố mà nhóm phát triển đã cố gắng tái tạo trong thế giới game rộng hơn của Far Cry 5. Người chơi bị rơi vào thế giới trong game với rất ít bối cảnh, hướng hoặc dấu ấn khách quan và thay vào đó là bắt buộc để tự điều hướng thế giới. Hay bày tỏ mong muốn tạo ra thứ mà anh gọi là "nhà máy giai thoại", một tựa game mà hai người chơi có thể mạo hiểm từ cùng một điểm theo hai hướng ngược nhau và có những trải nghiệm hoàn toàn khác nhau mà sau đó họ sẽ chia sẻ với nhau theo giai thoại. Để hỗ trợ điều này, hầu hết thế giới trong game đều có thể tiếp cận được sau khi hoàn thành các nhiệm vụ mở đầu của trò chơi và người chơi có thể tự do đi qua các khu vực này khi chọn; bằng cách so sánh, các tựa game trước trong sê-ri dần dần mở ra thế giới trong game cho người chơi với các nhiệm vụ cốt truyện hướng dẫn sự tiến triển của mình thông qua các khu vực mở. Hoàn thành các hành động trong một khu vực sẽ kiếm được cho người chơi điểm "Resistance Points" (Điểm Kháng cự) tích lũy để kích hoạt các sự kiện lớn trong câu chuyện. Các điểm Resistance Points này cũng đóng góp vào "Resistance Meter" (Thanh đo Kháng cự), chia mỗi vùng thành ba bậc biểu thị mức độ khó tương đối của vùng. Chẳng hạn, khi vào một khu vực lần đầu tiên, người chơi sẽ gặp những kẻ thù cơ bản; tuy nhiên, khi Resistance Meter tăng lên, người chơi sẽ chạy vào nhiều loại quân địch khác nhau, đỉnh cao là các cuộc tuần tra trên không và các cuộc không kích.
Trò chơi cũng có hệ thống tuyển mộ, trong đó người chơi có thể tuyển người dân địa phương trong quận để chiến đấu bên cạnh họ tương tự như hệ thống "Buddy" được sử dụng trong Far Cry 2 hay hệ thống "Guns for Hire" trong Far Cry 4. Trong hệ thống Guns for Hire này, người chơi có thể chiêu mộ người dân địa phương để tham gia vào sự nghiệp của họ tại thời điểm họ sẽ chiến đấu bên cạnh người chơi. Ngoài Guns for Hire ra, game còn có "Specialists" hoặc các nhân vật NPC với các kỹ năng và tính cách độc đáo của riêng họ. Hệ thống tuyển dụng thay thế hệ thống đèn hiệu được sử dụng trong các tựa game trước đó. Ví dụ, Far Cry 3 có các tháp radio và Far Cry 4 có các tháp chuông mà người chơi phải leo lên để mở ra các phần của bản đồ và các hoạt động khác nhau trong khu vực. Far Cry 5 đã loại bỏ hệ thống này và thay vào đó, người chơi dựa vào mối quan hệ với những nhân vật khác để khám phá các nhiệm vụ cốt truyện, sự kiện và các nhân vật khác.
Người chơi có khả năng thuần hóa động vật hoang dã thông qua các nhân vật gọi là Specialists (Chuyên gia), dựa trên một hệ thống đã được giới thiệu trước đó cho dòng game trong Far Cry Primal. Động vật hoang dã được thuần hóa sẽ hỗ trợ người chơi chiến đấu và làm theo lệnh của người chơi. Động vật hoang dã khác nhau có mô hình chiến đấu khác nhau. Một cơ chế đánh cá cũng được giới thiệu trong game và người chơi dễ dàng bắt được nhiều loại cá. Phần chơi chiến dịch có thể được chơi riêng lẻ hoặc với đối tác thông qua chế độ nhiều người chơi cộng tác của trò chơi được gọi là "Friends for Hire".

### Chơi mạng
Far Cry Arcade cho phép người chơi xây dựng và chia sẻ các bản đồ nhỏ có mục tiêu chơi đơn, hợp tác hai người chơi và chơi nối mạng theo mục tiêu. Người chơi có thể tạo bản đồ bằng cách sử dụng tài nguyên từ Far Cry 5 và DLC, cũng như Far Cry 4, Far Cry Primal, Watch Dogs, Assassin's Creed IV: Black Flag và Assassin's Creed: Unity. Mặc dù có chế độ riêng biệt với phần game chính, chế độ Arcade cũng có thể được truy cập từ các tủ arcade nằm rải rác trên bản đồ của trò chơi; hoàn thành thành công các bản đồ này có thể kiếm được tiền trong trò chơi và các phần thưởng khác cho chiến dịch chính.

## Phim người đóng

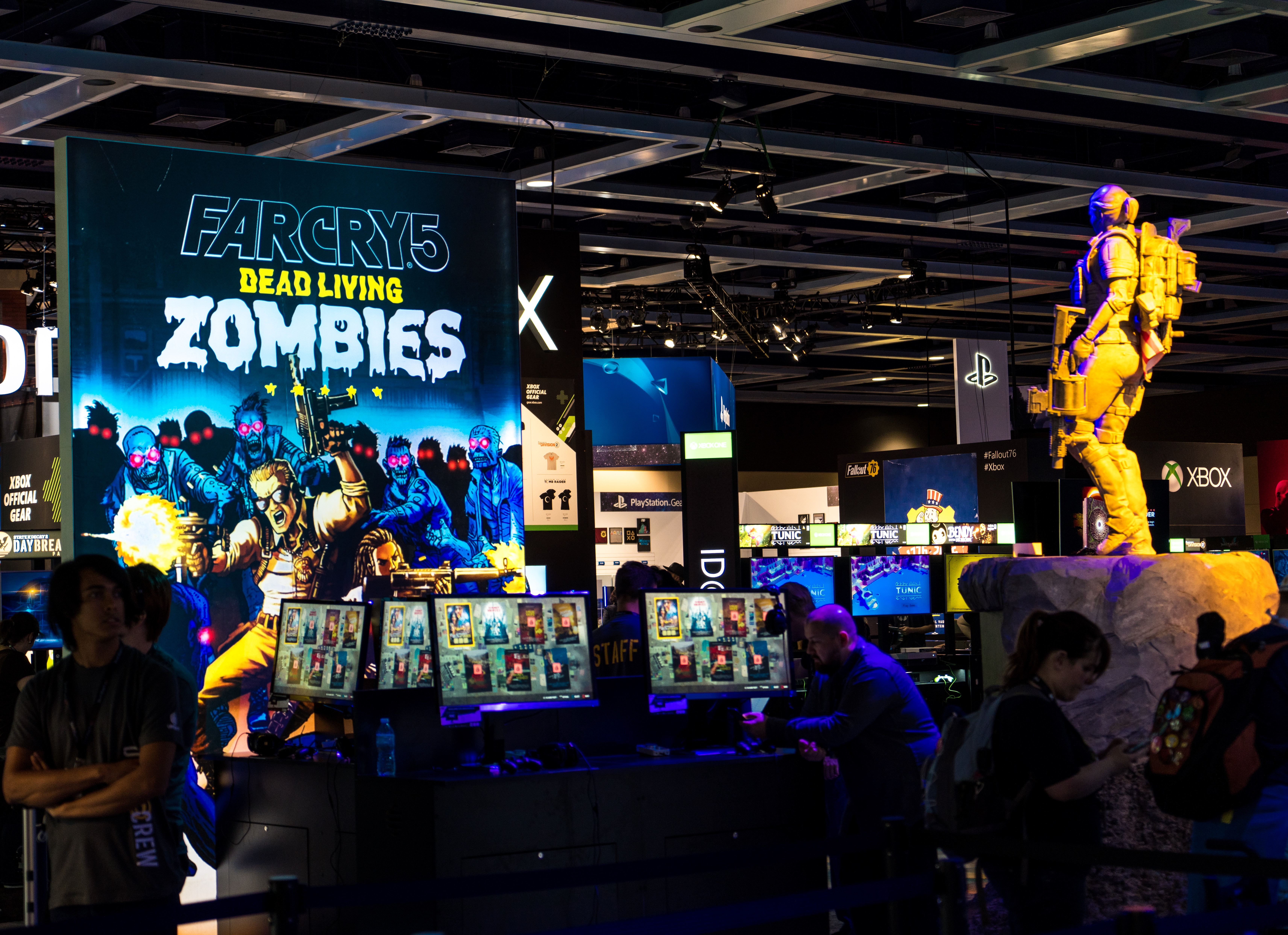
Đoạn phim quảng cáo Dead Living Zombies tại PAX West 2018

Trùng hợp với việc phát hành trò chơi, Ubisoft đã phát hành một bộ phim ngắn người đóng có tên Inside Eden's Gate. Phim này do Asylum Entertainment sản xuất. Bộ phim đóng vai trò là phần mở đầu cho các sự kiện của trò chơi, và theo chân ba nhà làm phim khi họ đi qua Hope County. Họ gặp Mark và em gái của anh ta, Faith, người đang tham gia vào trò chơi của giáo phái Eden's Gate. Phim có sự tham gia của Greg Bryk và Kyle Gallner. Ubisoft lần đầu tiên đưa bộ phim có sẵn trên Amazon Prime, trước khi phát hành trên YouTube vào ngày 4 tháng 4 năm 2018.

## Đón nhận
Far Cry 5 nhận được đánh giá "nói chung là thuận lợi", theo trang web tổng hợp kết quả đánh giá Metacritic.
Daemon Hatfield của IGN chấm cho game 8.9 điểm, nói rằng "Far Cry 5 là một sân chơi rộng mở khác với tất cả các thành phần cần thiết để gây ra một vụ ẩu đả thực sự: vô số kẻ thù và đồng minh, động vật hoang dã ôn hòa và nhiều vụ nổ." Polygon chấm cho game 6.5/10 điểm khả dĩ, nói rằng "Thật xấu hổ khi Far Cry 5 được dựng lên bởi một câu chuyện yếu đuối với các nhân vật nhạt nhẽo, bởi vì đằng sau cốt truyện là một thế giới mở chứa đầy những gì Far Cry trở thành một sê-ri hay nhất."
Kết thúc trò chơi phân cực ý kiến phê phán. Người chơi nên chọn "kháng cự" khi nhắc nhở—một kết thúc được Ubisoft coi là kinh điển—trò chơi mô tả một loạt vụ nổ hạt nhân phá hủy nền văn minh. Các nhà phê bình cho rằng kết thúc này đã vô hiệu hóa hành động của người chơi bằng cách khiến chúng trở nên vô nghĩa.
Far Cry 5 trở thành tựa game bán chạy nhất trong lịch sử dòng game này, hơn gấp đôi doanh số của Far Cry 4. Đây là lần ra mắt lớn thứ hai của một tựa game Ubisoft, sau Tom Clancy's The Division, thu về 310 triệu đô la trong tuần bán hàng đầu tiên. Phiên bản PlayStation 4 đã bán được 75.474 bản trong tuần đầu tiên được bán tại Nhật Bản, đặt nó ở vị trí thứ hai trên bảng xếp hạng doanh số tất cả các hệ máy.
Ủy ban du lịch của bang Montana hợp tác với Ubisoft sau khi phát hành Far Cry 5 để sử dụng một số hình ảnh thiết lập bối cảnh cho game nhằm quảng bá du lịch đến khu vực phía tây nam Montana, bối cảnh truyền cảm hứng cho Hope County giả tưởng của trò chơi.